# Martin Amedick
Martin Amedick (* 6. September 1982 in Delbrück) ist ein ehemaliger deutscher Fußballspieler.

## Karriere

### Die Anfänge
Martin Amedick absolvierte 2002 am Gymnasium Nepomucenum Rietberg sein Abitur. Im selben Jahr unterschrieb der zuvor in der U-19-Mannschaft von Arminia Bielefeld spielende Amedick einen Profivertrag bei den Ostwestfalen. Nach zwei Spielzeiten wechselte der Abwehrspieler im Sommer 2004 ablösefrei zu Eintracht Braunschweig. Mit den Braunschweigern stieg er 2005 in die Zweite Bundesliga auf und erreichte 2005/06 den Klassenerhalt.

### Borussia Dortmund

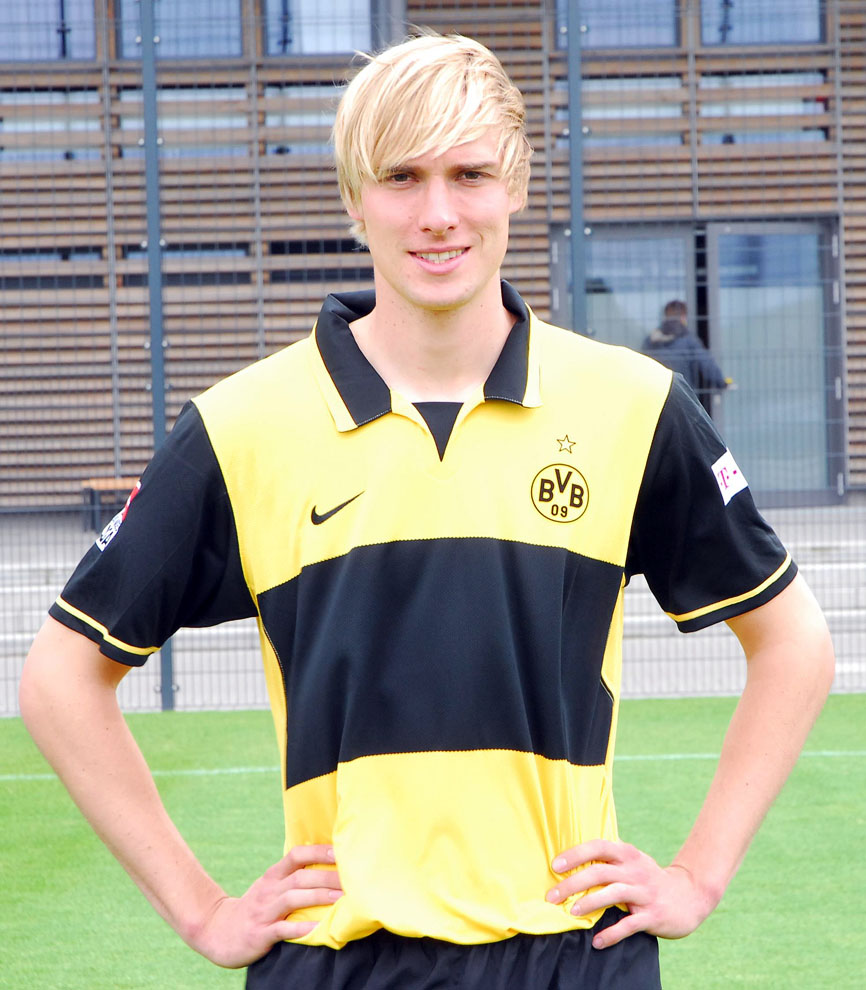
Amedick als Spieler von Borussia Dortmund (2007)

Zur Saison 2006/07 wechselte Amedick ablösefrei vom damaligen Zweitligisten zu Borussia Dortmund. Er hatte bei den Westfalen einen Vertrag bis zum 30. Juni 2009. In seinem ersten Bundesligaspiel am 19. August 2006 erzielte er einen Treffer.
Amedick bestritt in der Saison 2006/07 unter Trainer Bert van Marwijk 18 Bundesligaspiele von Beginn an und erzielte dabei zwei Tore. Mit Borussia Dortmund stand er am 19. April 2008 im DFB-Pokal-Finale in Berlin, das mit 1:2 gegen den FC Bayern München verloren wurde. Er selbst gehörte zwar zum Kader, kam allerdings nicht zum Einsatz.

### 1. FC Kaiserslautern
Zur Saison 2008/09 wechselte er zum Zweitligisten 1. FC Kaiserslautern. In der jungen Mannschaft übernahm der erfahrene Spieler eine Führungsposition als Organisator der Abwehr. Binnen der ersten fünf Spiele erzielte er (jeweils nach Eckbällen von Bellinghausen) zwei Tore. Insgesamt kam er in dieser Saison auf vier Tore und zwei Torvorlagen.
Zu Beginn der Saison 2009/10 wurde Amedick von Trainer Marco Kurz gemeinsam mit Srđan Lakić zum Mannschaftskapitän bestimmt. Allerdings trug Amedick die Kapitänsbinde, da auf dem Spielberichtsbogen nur ein Kapitän eingetragen werden kann. Dieses „Zwei-Spielführer-Modell“ hatte auch nach dem Bundesligaaufstieg 2010 Bestand. Auch in dieser Saison konnte er vier Saisontreffer erzielen sowie einen vorbereiten. Er bildete mit dem Neuzugang Rodnei ein Duo in der Innenverteidigung, das in allen 34 Spielen auf dem Platz stand und mit dem Abwehrverbund nur 28 Gegentore hinnehmen musste.
Im Oktober 2010 verlängerte Amedick seinen ursprünglich bis 2011 laufenden Vertrag um drei Jahre bis 2014 mit einer Option für ein weiteres Jahr. Am 27. November 2010 erzielte er beim 5:0-Heimsieg gegen den FC Schalke 04 sein erstes Bundesligator für den FCK zum zwischenzeitlichen 2:0. Im Verlauf der Rückrunde der Saison 2010/11 musste er seinen Stammplatz – für viele Beobachter überraschend – an Mathias Abel abtreten.
Zur Saison 2011/12 musste Martin Amedick die Kapitänsbinde an Christian Tiffert abgeben. Marco Kurz setzte zunächst mit Rodnei und Abel weiter auf das Innenverteidiger-Duo der Endphase der vorigen Saison. Ab dem 3. Spieltag erhielt Amedick aber wieder den Platz von Abel und war dann in der Hinrunde größtenteils Stammspieler, ehe er im Winter in einigen Spielen wieder Ersatzspieler war.

### Eintracht Frankfurt
Im Januar 2012 wurde Amedick am letzten Tag der Transferperiode von Eintracht Frankfurt verpflichtet. Dort unterschrieb er einen Vertrag bis Juni 2014 und erhielt die Rückennummer 5. Am 5. Februar 2012 gab er im Heimspiel gegen Eintracht Braunschweig sein Debüt für die Frankfurter. Im Juli 2012 begab sich Amedick wegen eines Erschöpfungssyndroms in medizinische Behandlung. Nach einer halbjährigen Auszeit meldete er sich im Januar 2013 wieder im Mannschaftstraining der Eintracht zurück.

### SC Paderborn 07
Zur Saison 2013/14 kehrte Amedick ablösefrei zu seinem Jugendverein SC Paderborn 07 zurück. Mit dem SCP stieg er als Tabellenzweiter 2014 in die Bundesliga auf. Amedick kam jedoch nicht über die Rolle des Ergänzungsspielers hinaus und lediglich zu sieben Einsätzen. Nach dem Bundesligaaufstieg des SC Paderborn wurde er in die zweite Mannschaft der Paderborner versetzt, die in der Verbandsliga Westfalen spielt. Nach einem Jahr beendete er seine Laufbahn mit dem Vertragsende 2015.

### Spielweise
Seine Spielposition war die zentrale Abwehr, bei Standardsituationen oder bei einem Rückstand kurz vor Spielende war er aufgrund seiner Kopfballstärke aber auch häufig im gegnerischen Strafraum anzutreffen. Zudem zählte er zu den fairsten Spielern der Liga, da er trotz seiner Position in der Abwehr sehr wenige gelbe Karten kassierte. In der Saison 2006/07 kam er sogar ohne eine gelbe Karte aus.

## Erfolge
- Aufstieg in die 2. Bundesliga: 2005 mit Eintracht Braunschweig
- Erreichen des DFB-Pokalfinales: 2008 mit Borussia Dortmund
- Aufstieg in die 1. Bundesliga: 2010 mit dem 1. FC Kaiserslautern
- Aufstieg in die 1. Bundesliga: 2012 mit Eintracht Frankfurt
- Aufstieg in die 1. Bundesliga: 2014 mit dem SC Paderborn 07

## Soziales Engagement
Martin Amedick setzt sich für die Robert-Enke-Stiftung ein. Seine Stiftungsarbeit besteht aus dem Besuch von Profivereinen, bei denen er über die Krankheit Depression spricht und gegen sie präventiv vor Ort wirkt. Laut Teresa Enke, die Witwe des ehemaligen Torhüter Robert Enke und Vorsitzende der Stiftung, wirkt Amedick dabei authentisch, da dieser „selbst von der Krankheit betroffen“ war.